# (178243) Schaerding
(178243) Schaerding est un astéroïde de la ceinture principale.

## Description
(178243) Schaerding est un astéroïde de la ceinture principale. Il fut découvert le 22 décembre 2006 à Gaisberg par Richard Gierlinger. Il présente une orbite caractérisée par un demi-grand axe de 2,78 UA, une excentricité de 0,10 et une inclinaison de 0,3° par rapport à l'écliptique.

## Compléments